# Composition des équipes féminines de hockey sur gazon à la Coupe du monde 2022
Cet article répertorie les compositions de toutes les équipes participantes à la Coupe du monde 2022. Les huit équipes nationales impliquées dans le tournoi devaient inscrire une équipe de 18 joueurs.
L'âge et la sélection de chaque joueur sont au 1er juillet 2022, premier jour de la saison.

## Poule A

### Pays-Bas
La sélection a été annoncée le 7 juin 2022.
Entraîneur:  Jamilon Mülders
| Numéro | Joueur               | Date de naissance | Âge | Sélections |
| ------ | -------------------- | ----------------- | --- | ---------- |
| 1      | Anne Veenendaal (GB) | 7 septembre 1995  | 26  | 87         |
| 3      | Sanne Koolen         | 23 mars 1996      | 26  | 63         |
| 4      | Freeke Moes          | 29 novembre 1998  | 23  | 17         |
| 6      | Laurien Leurink      | 13 novembre 1994  | 27  | 123        |
| 7      | Xan de Waard         | 8 novembre 1995   | 26  | 171        |
| 8      | Marloes Keetels      | 4 mai 1993        | 29  | 170        |
| 10     | Felice Albers        | 27 décembre 1999  | 22  | 22         |
| 11     | Maria Verschoor      | 22 avril 1994     | 28  | 159        |
| 12     | Lidewij Welten       | 16 juillet 1990   | 31  | 233        |
| 15     | Frédérique Matla     | 28 décembre 1996  | 25  | 95         |
| 18     | Pien Sanders         | 11 juin 1998      | 24  | 78         |
| 20     | Laura Nunnink        | 26 janvier 1995   | 27  | 147        |
| 22     | Josine Koning (GB)   | 2 septembre 1995  | 26  | 92         |
| 23     | Margot van Geffen    | 23 novembre 1989  | 32  | 225        |
| 24     | Eva de Goede (C)     | 23 mars 1989      | 33  | 251        |
| 26     | Joosje Burg          | 29 juillet 1997   | 24  | 8          |
| 27     | Renée van Laarhoven  | 15 octobre 1997   | 24  | 20         |
| 31     | Sabine Plönissen     | 16 janvier 1995   | 27  | 5          |
| 33     | Yibbi Jansen         | 18 novembre 1999  | 22  | 27         |
| 38     | Lisa Post            | 27 janvier 1999   | 23  | 9          |

### Allemagne
La sélection a été annoncée le 13 juin 2022.
Entraîneur :  Valentin Altenburg
| Numéro | Joueur                 | Date de naissance  | Âge | Sélections |
| ------ | ---------------------- | ------------------ | --- | ---------- |
| 2      | Kira Horn              | 12 février 1995    | 27  | 47         |
| 3      | Amélie Wortmann        | 21 octobre 1996    | 25  | 74         |
| 4      | Nike Lorenz (C)        | 12 mars 1997       | 25  | 139        |
| 5      | Selin Oruz             | 5 février 1997     | 25  | 118        |
| 8      | Anne Schröder          | 11 septembre 1994  | 27  | 172        |
| 9      | Elisa Gräve            | 18 octobre 1996    | 25  | 87         |
| 11     | Lena Micheel           | 29 avril 1998      | 24  | 66         |
| 12     | Charlotte Stapenhorst  | 15 juin 1995       | 27  | 126        |
| 15     | Nathalie Kubalski (GB) | 3 septembre 1993   | 28  | 29         |
| 16     | Sonja Zimmermann       | 15 juin 1999       | 23  | 53         |
| 17     | Pauline Heinz          | 1er mai 2001       | 21  | 22         |
| 20     | Julia Ciupka (GB)      | 1er novembre 1991  | 30  | 72         |
| 22     | Cécile Pieper          | 31 août 1994       | 27  | 145        |
| 24     | Pia Maertens           | 6 janvier 1999     | 23  | 58         |
| 25     | Viktoria Huse          | 24 octobre 1995    | 26  | 79         |
| 28     | Jette Fleschütz        | 23 octobre 2002    | 19  | 24         |
| 30     | Hanna Granitzki        | 31 juillet 1997    | 24  | 76         |
| 31     | Linnea Weidemann       | 15 septembre 2003  | 18  | 5          |
| 35     | Benedetta Wenzel       | 31 mars 1997       | 25  | 18         |
| 71     | Laura Sänger           | 1er septembre 1994 | 27  | 7          |

### Irlande
La sélection a été annoncée le 17 juin 2022.
Entraîneur:  Sean Dancer
| Numéro | Joueur                | Date de naissance | Âge | Sélections |
| ------ | --------------------- | ----------------- | --- | ---------- |
| 1      | Ayeisha McFerran (GB) | 10 janvier 1996   | 26  | 113        |
| 3      | Sarah McAuley         | 25 septembre 2001 | 20  | 9          |
| 4      | Zara Malseed          | 11 juin 1997      | 25  | 7          |
| 5      | Michelle Carey        | 5 mai 1999        | 23  | 10         |
| 6      | Roisin Upton          | 1er avril 1994    | 28  | 89         |
| 8      | Sarah Hawkshaw        | 4 novembre 1995   | 26  | 46         |
| 9      | Kathryn Mullan (C)    | 7 avril 1994      | 28  | 206        |
| 10     | Hannah McLoughlin     | 2 décembre 1999   | 22  | 26         |
| 11     | Sarah Torrans         | 14 février 1999   | 23  | 33         |
| 12     | Elena Tice            | 16 novembre 1997  | 24  | 122        |
| 13     | Naomi Carroll         | 13 septembre 1992 | 29  | 121        |
| 16     | Charlotte Beggs       | 16 septembre 2002 | 19  | 0          |
| 19     | Caoimhe Perdue        | 4 mai 2000        | 22  | 0          |
| 21     | Katie McKee           | 27 septembre 1999 | 22  | 0          |
| 25     | Siofra O'Brien        | 22 février 2000   | 22  | 0          |
| 28     | Deirdre Duke          | 9 juin 1992       | 30  | 154        |
| 29     | Ellen Curran          | 4 mars 1998       | 24  | 27         |
| 30     | Christina Hamill      | 31 janvier 2000   | 22  | 0          |

### Chili
La sélection a été annoncée le 13 juin 2022.
Entraîneur:  Sergio Vigil
| Numéro | Joueur                | Date de naissance | Âge | Sélections |
| ------ | --------------------- | ----------------- | --- | ---------- |
| 1      | Claudia Schüler (GB)  | 28 novembre 1987  | 34  | 229        |
| 2      | Doménica Ananías      | 18 août 1998      | 23  | 34         |
| 3      | Fernanda Villagrán    | 12 août 1997      | 24  | 75         |
| 5      | Denise Krimerman      | 4 juillet 1995    | 26  | 167        |
| 6      | Fernanda Flores       | 14 septembre 1993 | 28  | 174        |
| 7      | Sofía Filipek         | 9 août 1994       | 27  | 145        |
| 10     | Manuela Urroz         | 24 septembre 1991 | 30  | 206        |
| 11     | Josefa Salas          | 9 octobre 1995    | 26  | 73         |
| 13     | Camila Caram (C)      | 22 avril 1989     | 33  | 243        |
| 14     | Francisca Tala        | 20 octobre 1994   | 27  | 127        |
| 16     | Constanza Palma       | 29 mars 1992      | 30  | 178        |
| 19     | Agustina Solano       | 5 avril 1995      | 27  | 64         |
| 20     | Francisca Parra       | 6 octobre 1999    | 22  | 32         |
| 22     | Paula Valdivia        | 5 juin 1997       | 25  | 37         |
| 25     | María Maldonado       | 13 août 1997      | 24  | 67         |
| 26     | Fernanda Arrieta      | 27 janvier 2001   | 21  | 15         |
| 28     | Natalia Salvador (GB) | 28 septembre 1993 | 28  | 57         |
| 30     | Josefina Khamis       | 26 septembre 1993 | 28  | 0          |

## Poule B

### Angleterre
La sélection a été annoncée le 14 juin 2022.
Remarque : Toutes les sélections incluent ceux de la Grande-Bretagne.
Entraîneur:  David Ralph
| Numéro | Joueur                 | Date de naissance | Âge | Sélections |
| ------ | ---------------------- | ----------------- | --- | ---------- |
| 1      | Maddie Hinch (GB)      | 8 octobre 1988    | 33  | 169        |
| 2      | Darcy Bourne           | 13 octobre 2001   | 20  | 7          |
| 4      | Laura Unsworth         | 8 mars 1988       | 34  | 294        |
| 6      | Anna Toman             | 29 avril 1993     | 29  | 104        |
| 7      | Hannah Martin          | 30 décembre 1994  | 27  | 95         |
| 11     | Holly Hunt             | 15 mai 1997       | 25  | 12         |
| 13     | Elena Rayer            | 22 novembre 1996  | 25  | 77         |
| 14     | Tessa Howard           | 6 janvier 1999    | 23  | 44         |
| 16     | Isabelle Petter        | 27 juin 2000      | 22  | 51         |
| 18     | Giselle Ansley         | 31 mars 1992      | 30  | 181        |
| 20     | Hollie Pearne-Webb (C) | 19 septembre 1990 | 31  | 211        |
| 21     | Fiona Crackles         | 11 février 2000   | 22  | 33         |
| 23     | Sophie Hamilton        | 28 février 2001   | 21  | 14         |
| 24     | Shona McCallin         | 18 mai 1992       | 30  | 106        |
| 25     | Sabbie Heesh (GB)      | 16 décembre 1991  | 30  | 26         |
| 26     | Lily Owsley            | 10 décembre 1994  | 27  | 180        |
| 31     | Grace Balsdon          | 13 avril 1993     | 29  | 100        |
| 41     | Lily Walker            | 5 juin 2002       | 20  | 9          |

### Inde
La sélection a été annoncée le 21 juin 2022.
Entraîneur:  Janneke Schopman
| Numéro | Joueur                | Date de naissance | Âge | Sélections |
| ------ | --------------------- | ----------------- | --- | ---------- |
| 1      | Navjot Kaur           | 7 mars 1995       | 27  | 195        |
| 2      | Gurjit Kaur           | 25 octobre 1995   | 26  | 111        |
| 3      | Deep Grace Ekka       | 3 juin 1994       | 28  | 227        |
| 4      | Monika Malik          | 5 novembre 1993   | 28  | 177        |
| 5      | Sonika Tandi          | 20 mars 1997      | 25  | 46         |
| 7      | Sharmila Devi         | 10 octobre 2001   | 20  | 32         |
| 8      | Nikki Pradhan         | 8 décembre 1993   | 28  | 126        |
| 11     | Savita Punia (C),(GB) | 11 juillet 1990   | 31  | 227        |
| 15     | Nisha Warsi           | 9 juillet 1995    | 26  | 36         |
| 16     | Vandana Katariya      | 15 avril 1992     | 30  | 263        |
| 18     | Udita Duhan           | 14 janvier 1998   | 24  | 57         |
| 20     | Lalremsiami           | 30 mars 2000      | 22  | 86         |
| 24     | Jyoti Rumavat         | 11 décembre 1999  | 22  | 29         |
| 25     | Navneet Kaur          | 26 janvier 1996   | 26  | 106        |
| 27     | Sushila Chanu         | 25 février 1992   | 30  | 207        |
| 30     | Salima Tete           | 27 décembre 2001  | 20  | 52         |
| 32     | Neha Goyal            | 15 novembre 1996  | 25  | 102        |

### Nouvelle-Zélande
La sélection est annoncée le 22 mai 2022.
Entraîneur:  Darren Smith
| Numéro | Joueur              | Date de naissance | Âge | Sélections |
| ------ | ------------------- | ----------------- | --- | ---------- |
| 1      | Tarryn Davey        | 29 février 1996   | 26  | 72         |
| 2      | Olivia Shannon      | 23 mai 2001       | 21  | 39         |
| 3      | Alex Lukin          | 29 mai 1997       | 25  | 4          |
| 4      | Olivia Merry (C)    | 16 mars 1992      | 30  | 246        |
| 5      | Frances Davies      | 18 octobre 1996   | 25  | 89         |
| 6      | Hope Ralph          | 14 avril 2000     | 22  | 20         |
| 7      | Aniwaka Haumaha     | 22 avril 1989     | 33  | 69         |
| 10     | Brooke Roberts (GB) | 16 février 1995   | 27  | 8          |
| 14     | Tyler Lench         | 8 juin 1997       | 25  | 3          |
| 15     | Grace O'Hanlon (GB) | 10 septembre 1992 | 29  | 75         |
| 17     | Stéphanie Dickins   | 9 janvier 1995    | 27  | 39         |
| 18     | Anna Crowley        | 8 février 2000    | 22  | 1          |
| 19     | Tessa Jopp          | 18 juin 1995      | 27  | 33         |
| 20     | Megan Hull (C)      | 12 mai 1996       | 26  | 47         |
| 21     | Alia Jaques         | 20 mai 1995       | 27  | 17         |
| 22     | Katie Doar          | 11 septembre 2001 | 20  | 27         |
| 26     | Kaitlin Cotter      | 14 novembre 2001  | 20  | 6          |
| 32     | Rose Tynan          | 20 mars 1997      | 25  | 3          |

### Chine
La sélection a été annoncée le 24 juin 2022.
Entraîneur :  Alyson Annan
| Numéro | Joueur          | Date de naissance | Âge | Sélections |
| ------ | --------------- | ----------------- | --- | ---------- |
| 2      | Gu Bingfeng     | 25 janvier 1994   | 28  | 117        |
| 5      | Li Jiaqi        | 2 juillet 1995    | 26  | 115        |
| 6      | Zhang Ying      | 29 août 1998      | 23  | 35         |
| 7      | Cui Qiuxia (C)  | 11 septembre 1990 | 31  | 195        |
| 8      | Gu Yangyan      | 17 juillet 2000   | 21  | 11         |
| 9      | Ma Ning         | 29 septembre 2000 | 21  | 16         |
| 10     | Zhang Xindan    | 3 août 1997       | 24  | 27         |
| 11     | Liang Meiyu     | 8 janvier 1994    | 28  | 197        |
| 13     | Li Hong         | 31 mai 1999       | 23  | 88         |
| 15     | Yuan Meng       | 7 février 1996    | 26  | 38         |
| 18     | Chen Yanhua     | 3 novembre 1997   | 24  | 9          |
| 19     | Zhang Xiaoxue   | 13 décembre 1992  | 29  | 171        |
| 21     | Zheng Jiali     | 1er juillet 1997  | 24  | 8          |
| 24     | Wang Na         | 5 août 1994       | 27  | 108        |
| 25     | Yang Haoting    | 16 août 1999      | 22  | 11         |
| 26     | Chen Yang       | 15 février 1997   | 25  | 66         |
| 28     | Luo Tiantian    | 12 juillet 1995   | 26  | 27         |
| 29     | Liu Ping (GB)   | 13 octobre 1994   | 28  | 15         |
| 31     | Zhong Jiaqi     | 23 septembre 1999 | 22  | 68         |
| 32     | Li Xinhuan (GB) | 5 janvier 1999    | 23  | 7          |

## Poule C

### Espagne
La sélection a été annoncée le 13 juin 2022.
Entraîneur:  Adrian Lock
| Numéro | Joueur                   | Date de naissance | Âge | Sélections |
| ------ | ------------------------ | ----------------- | --- | ---------- |
| 2      | Laura Barrios            | 4 septembre 2000  | 21  | 25         |
| 4      | Sara Barrios             | 4 septembre 2000  | 21  | 12         |
| 8      | Lucía Jiménez            | 8 janvier 1997    | 25  | 149        |
| 9      | María López              | 16 février 1990   | 32  | 219        |
| 10     | Belén Iglesias           | 6 juillet 1996    | 25  | 75         |
| 11     | Marta Segú               | 22 juin 1995      | 27  | 85         |
| 13     | Constanza Amundson       | 12 février 1998   | 24  | 11         |
| 15     | Maialen García           | 5 avril 1990      | 32  | 113        |
| 16     | Candela Mejías           | 27 janvier 1997   | 25  | 46         |
| 17     | Clara Ycart              | 10 janvier 1999   | 23  | 66         |
| 19     | Begoña García            | 19 juillet 1995   | 26  | 158        |
| 20     | Xantal Giné              | 23 septembre 1992 | 29  | 174        |
| 21     | Beatriz Pérez            | 4 mai 1991        | 31  | 231        |
| 22     | Laia Vidosa              | 8 janvier 1999    | 23  | 14         |
| 23     | Georgina Oliva (C)       | 18 juillet 1990   | 31  | 261        |
| 24     | Alejandra Torres-Quevedo | 30 septembre 1999 | 22  | 63         |
| 29     | Mélanie García (GB)      | 21 septembre 1990 | 31  | 84         |
| 32     | Jana Martínez (GB)       | 25 octobre 2002   | 19  | 6          |

### Argentine
La sélection a été annoncée le 31 mai 2022.
Entraîneur:  Fernando Ferrara
| Numéro | Joueur               | Date de naissance | Âge | Sélections |
| ------ | -------------------- | ----------------- | --- | ---------- |
| 1      | Belén Succi (GB)     | 16 octobre 1985   | 36  | 261        |
| 2      | Sofía Toccalino      | 20 mars 1997      | 25  | 119        |
| 3      | Agustina Gorzelany   | 11 mars 1996      | 26  | 79         |
| 4      | Valentina Raposo     | 28 janvier 2003   | 19  | 23         |
| 5      | Agostina Alonso (C)  | 1er octobre 1995  | 26  | 114        |
| 6      | María Forcherio      | 16 février 1995   | 27  | 15         |
| 7      | Agustina Albertarrio | 1er janvier 1993  | 29  | 194        |
| 10     | María Granatto       | 21 avril 1995     | 27  | 160        |
| 14     | Clara Barberi (GB)   | 19 avril 1992     | 30  | 6          |
| 17     | Rocío Sánchez (C)    | 2 août 1988       | 33  | 273        |
| 18     | Victoria Sauze (C)   | 21 juillet 1991   | 30  | 109        |
| 20     | Sofía Cairo          | 8 octobre 2002    | 19  | 5          |
| 21     | Victoria Granatto    | 9 avril 1991      | 31  | 44         |
| 22     | Eugenia Trinchinetti | 17 juillet 1997   | 24  | 129        |
| 25     | Jimena Cedrés        | 12 janvier 1993   | 29  | 106        |
| 28     | Julieta Jankunas     | 20 janvier 1999   | 23  | 128        |
| 31     | Valentina Marcucci   | 21 février 1998   | 24  | 8          |
| 32     | Valentina Costa      | 13 septembre 1995 | 26  | 62         |
| 39     | Delfina Thome        | 10 septembre 1996 | 25  | 22         |
| 46     | Daiana Pacheco       | 4 avril 2000      | 22  | 6          |

### Corée du Sud
La sélection a été annoncée le 20 juin 2022.
Entraîneur:  Han Jin Soo
| Numéro | Joueur          | Date de naissance | Âge | Sélections |
| ------ | --------------- | ----------------- | --- | ---------- |
| 2      | Kim Minji       | 11 avril 1999     | 23  | 4          |
| 3      | Jung Cheyoung   | 3 mars 1999       | 23  | 3          |
| 6      | Ji Yujin        | 8 décembre 2000   | 21  | 0          |
| 7      | Seo Jungeun     | 26 décembre 1991  | 30  | 66         |
| 10     | Cheon Eunbi (C) | 7 février 1992    | 30  | 130        |
| 11     | Kang Jina       | 10 janvier 1993   | 29  | 26         |
| 13     | Choi Suji       | 14 juin 1993      | 29  | 38         |
| 14     | Lee Yuri        | 6 septembre 1994  | 27  | 85         |
| 16     | Kim Jeongin     | 30 novembre 1998  | 23  | 15         |
| 17     | Seo Suyoung     | 30 janvier 1996   | 26  | 0          |
| 19     | Cho Hyejin      | 16 janvier 1995   | 27  | 94         |
| 20     | Kim Hyunji      | 4 novembre 1993   | 28  | 103        |
| 22     | An Sujin        | 9 janvier 2002    | 20  | 0          |
| 23     | Kim Seona       | 23 septembre 2000 | 21  | 21         |
| 27     | Park Hojeong    | 27 mars 1996      | 26  | 9          |
| 28     | Lee Seungju     | 7 novembre 1995   | 26  | 27         |
| 30     | Lee Jinmin (GB) | 13 novembre 1993  | 28  | 9          |
| 31     | Kim Eunji (GB)  | 9 février 2000    | 22  | 0          |

### Canada
La sélection a été annoncée le 7 juin 2022.
Entraîneur :  Robert Short
| Numéro | Joueur                 | Date de naissance | Âge | Sélections |
| ------ | ---------------------- | ----------------- | --- | ---------- |
| 6      | Jordyn Faiczak         | 2 avril 1999      | 23  | 29         |
| 7      | Anna Mollenhauer       | 18 septembre 1999 | 22  | 27         |
| 9      | Madison Thompson       | 11 août 1994      | 27  | 8          |
| 10     | Kathleen Leahy         | 29 octobre 1993   | 28  | 71         |
| 12     | Sara Goodman           | 22 octobre 1999   | 22  | 19         |
| 13     | Hannah Haughn          | 4 septembre 1994  | 27  | 191        |
| 14     | Karli Johansen         | 26 mars 1992      | 30  | 152        |
| 15     | Grace Delmotte         | 26 juillet 2002   | 19  | 0          |
| 16     | Natalie Sourisseau (C) | 5 décembre 1992   | 29  | 157        |
| 17     | Sara McManus           | 14 août 1993      | 28  | 195        |
| 18     | Alexis de Armand       | 4 avril 1997      | 25  | 29         |
| 19     | Audrey Sawers          | 22 novembre 1999  | 22  | 8          |
| 21     | Amanda Woodcroft       | 9 octobre 1993    | 28  | 133        |
| 22     | Madeline Secco         | 15 mars 1994      | 28  | 147        |
| 23     | Brienne Stairs         | 22 décembre 1989  | 32  | 181        |
| 25     | Shanlee Johnston       | 5 février 1990    | 32  | 133        |
| 31     | Rowan Harris (GB)      | 11 août 1996      | 25  | 49         |
| 34     | Marcia Laplante (GB)   | 20 août 1997      | 24  | 3          |

## Poule D

### Australie
La sélection est annoncée le 26 mai 2022.
Bien que nommées dans l'équipe initiale, Brooke Peris et Meg Pearce ont été exclues avant le tournoi en raison d'une blessure. Elles ont été remplacées par Greta Hayes et Renée Taylor.
Entraîneur:  Katrina Powell
| Numéro | Joueur                | Date de naissance | Âge | Sélections |
| ------ | --------------------- | ----------------- | --- | ---------- |
| 1      | Claire Colwill        | 19 septembre 2003 | 18  | 4          |
| 2      | Ambrosia Malone       | 8 janvier 1998    | 24  | 64         |
| 4      | Amy Lawton            | 19 janvier 2002   | 20  | 26         |
| 6      | Penny Squibb          | 9 février 1993    | 29  | 16         |
| 7      | Aleisha Power (GB)    | 1er janvier 1997  | 25  | 6          |
| 8      | Georgia Wilson        | 20 mai 1996       | 26  | 48         |
| 9      | Shanea Tonkin         | 28 avril 1997     | 25  | 4          |
| 10     | Maddy Fitzpatrick     | 14 décembre 1996  | 25  | 90         |
| 12     | Greta Hayes           | 17 octobre 1996   | 25  | 20         |
| 13     | Harriet Shand         | 11 janvier 2000   | 22  | 3          |
| 14     | Stéphanie Kershaw     | 19 avril 1995     | 27  | 77         |
| 15     | Kaitlin Nobbs (C)     | 24 septembre 1997 | 24  | 92         |
| 18     | Jane Claxton (C)      | 26 octobre 1992   | 29  | 197        |
| 19     | Jocelyn Bartram (GB)  | 4 mai 1993        | 29  | 58         |
| 20     | Karri Somerville      | 7 avril 1999      | 23  | 17         |
| 21     | Renée Taylor          | 28 septembre 1996 | 25  | 93         |
| 24     | Mariah Williams       | 31 mai 1995       | 27  | 97         |
| 28     | Hannah Cullum-Sanders | 30 juillet 2003   | 18  | 4          |
| 29     | Rebecca Greiner       | 13 juin 1999      | 23  | 21         |
| 30     | Grace Stewart (C)     | 28 avril 1997     | 25  | 91         |

### Belgique
La sélection a été annoncée le 15 juin 2022.
Entraîneur:  Raoul Ehren
| Numéro | Joueur                 | Date de naissance | Âge | Sélections |
| ------ | ---------------------- | ----------------- | --- | ---------- |
| 3      | Justine Rasir          | 4 décembre 2001   | 20  | 25         |
| 6      | Charlotte Englebert    | 20 mai 2001       | 21  | 28         |
| 7      | Judith Vandermeiren    | 10 août 1994      | 27  | 191        |
| 8      | Emma Puvrez            | 25 juillet 1997   | 24  | 157        |
| 10     | Louise Versavel        | 29 avril 1995     | 27  | 209        |
| 13     | Alix Gerniers (C)      | 29 juin 1993      | 29  | 227        |
| 17     | Michelle Struijk (C)   | 24 juin 1998      | 24  | 83         |
| 19     | Barbara Nelen (C)      | 20 août 1991      | 30  | 282        |
| 21     | Aisling D'Hooghe (GB)  | 25 août 1994      | 27  | 203        |
| 22     | Stephanie Vanden Borre | 14 septembre 1997 | 24  | 146        |
| 23     | Elena Sotgiu (GB)      | 18 juillet 1995   | 26  | 59         |
| 25     | Pauline Leclef         | 31 mai 1995       | 27  | 110        |
| 26     | Lien Hillewaert        | 27 novembre 1997  | 24  | 100        |
| 30     | Ambre Ballenghien      | 13 décembre 2000  | 21  | 54         |
| 31     | Lucie Breyne           | 5 octobre 2000    | 21  | 20         |
| 33     | Alexia 't Serstevens   | 9 novembre 1999   | 22  | 28         |
| 36     | Hélène Brasseur        | 4 janvier 2002    | 20  | 20         |
| 37     | France de Mot          | 30 janvier 2002   | 20  | 17         |

### Japon
La sélection a été annoncée le 7 juin 2022.
Entraîneur:  Jude Menezes
| Numéro | Joueur             | Date de naissance | Âge | Sélections |
| ------ | ------------------ | ----------------- | --- | ---------- |
| 1      | Eika Nakamura (GB) | 4 mars 1996       | 26  | 15         |
| 2      | Natsuha Matsumoto  | 31 juillet 1995   | 26  | 57         |
| 5      | Yu Asai            | 8 janvier 1996    | 26  | 92         |
| 6      | Emi Nishikori      | 9 janvier 1993    | 29  | 78         |
| 7      | Miyu Suzuki        | 8 janvier 1999    | 23  | 35         |
| 8      | Moeka Tsubouchi    | 28 décembre 1996  | 25  | 8          |
| 9      | Yuri Nagai (C)     | 26 mai 1992       | 30  | 193        |
| 10     | Hazuki Nagai       | 15 août 1994      | 27  | 182        |
| 11     | Shihori Oikawa     | 12 mars 1989      | 33  | 147        |
| 13     | Miki Kozuka        | 13 janvier 1996   | 26  | 79         |
| 14     | Maho Segawa        | 23 juin 1996      | 26  | 60         |
| 17     | Shiho Kobayakawa   | 12 avril 1999     | 23  | 15         |
| 18     | Kaho Tanaka        | 25 octobre 1997   | 24  | 9          |
| 19     | Kanon Mori         | 1er mai 1996      | 26  | 42         |
| 21     | Mai Toriyama       | 13 avril 1995     | 27  | 29         |
| 26     | Amiru Shimada      | 23 juin 1998      | 24  | 11         |
| 27     | Akio Tanaka (GB)   | 10 septembre 1997 | 24  | 22         |
| 29     | Sakurako Omoto     | 19 mars 1998      | 24  | 44         |

### Afrique du Sud
La sélection a été annoncée le 10 mai 2022,.
Entraîneur:  Giles Bonnet
| Numéro | Joueur                   | Date de naissance | Âge | Sélections |
| ------ | ------------------------ | ----------------- | --- | ---------- |
| 5      | Edith Molikoe            | 23 mai 2000       | 22  | 5          |
| 8      | Kristen Paton            | 21 décembre 1996  | 25  | 43         |
| 9      | Robyn Johnson            | 7 décembre 1990   | 31  | 28         |
| 10     | Onthatile Zulu           | 14 mars 2000      | 22  | 14         |
| 13     | Lisa-Marie Deetlefs      | 8 septembre 1987  | 34  | 271        |
| 16     | Erin Hunter              | 20 mars 1992      | 30  | 63         |
| 18     | Hannah Pearce            | 17 novembre 1998  | 23  | 16         |
| 19     | Lilian du Plessis        | 17 décembre 1992  | 29  | 145        |
| 23     | Bernadette Coston (C)    | 17 août 1989      | 32  | 155        |
| 24     | Phumelela Mbande (C, GB) | 8 mars 1993       | 29  | 57         |
| 28     | Quanita Bobbs            | 3 septembre 1993  | 28  | 142        |
| 29     | Tarryn Glasby            | 23 janvier 1995   | 27  | 52         |
| 31     | Bianca Wood              | 20 février 2000   | 22  | 12         |
| 34     | Mathapelo Ramasimong     | 3 juillet 2000    | 21  | 0          |
| 35     | Jean-Leigh du Toit       | 18 janvier 2000   | 22  | 0          |
| 36     | Shirndre-Lee Simmons     | 8 mars 1997       | 25  | 5          |
| 38     | Kayla de Waal            | 11 juin 2000      | 22  | 0          |
| 40     | Hanrie Louw              | 15 décembre 2001  | 20  | 5          |